# Cyclopsitta diophthalma
El lorito dobleojo (Cyclopsitta diophthalma) es una especie de ave psitaciformes de la familia Psittaculidae que habita los bosques de Nueva Guinea y las islas cercanas, pero también se encuentra en comunidades aisladas a lo largo de la costa tropical australiana, al este de la Gran Cordillera Divisoria. Con una longitud media total de alrededor de 14 cm, es el más pequeño loro en Australia.

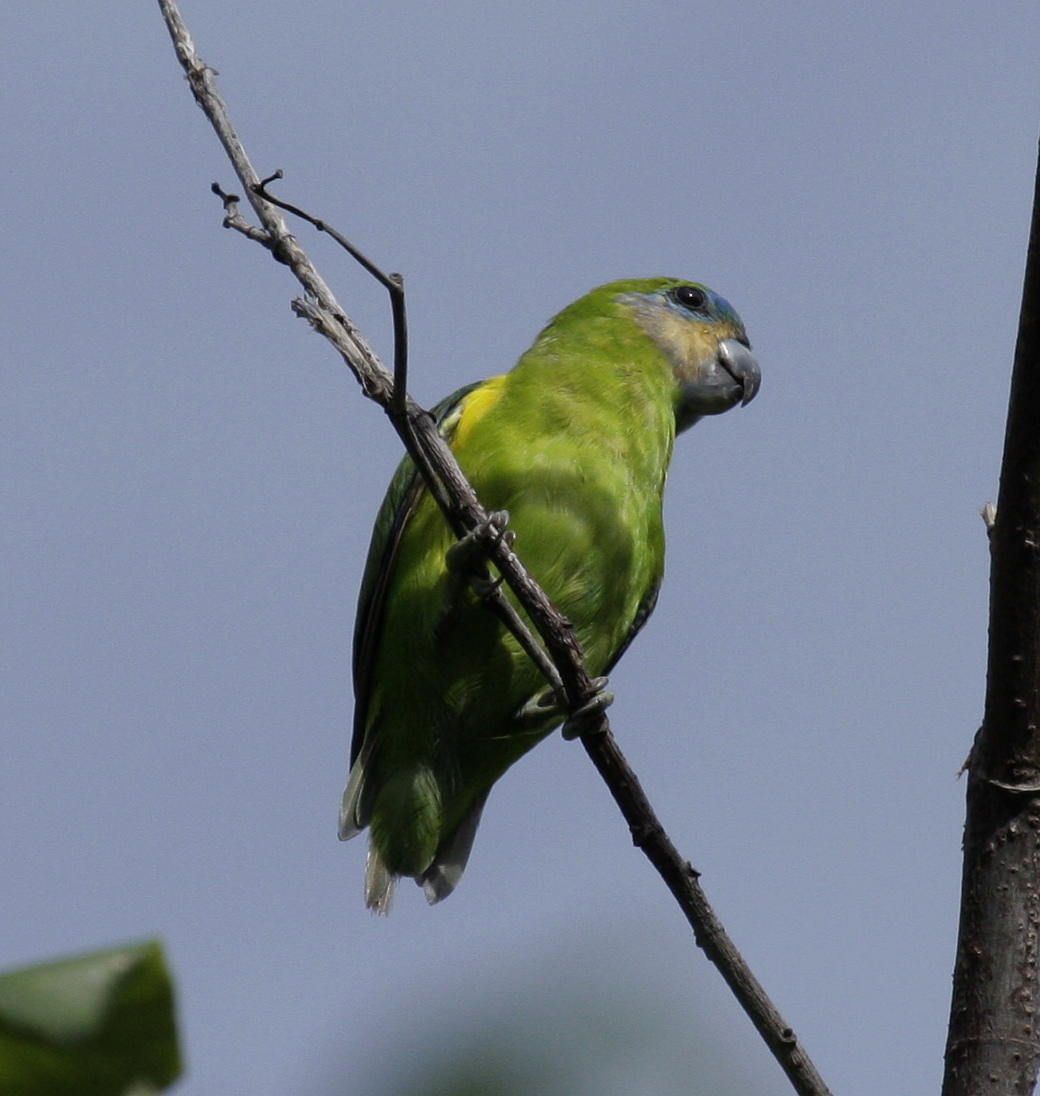
C. d. marshalli hembra de la Península del Cabo York, Australia

## Descripción
La mayoría de las subespecies delCyclopsitta diophthalma presentan dimorfismo sexual , con los machos que tienen más rojo (inferior plateado y azul) en la cara de las hembras. Es predominantemente el color verde con una cola muy corta, una cabeza desproporcionadamente grande y con marcas faciales de color rojo y azul. Su nombre se deriva de las manchas de la mejilla de algunas subespecies que recuerdan vagamente a los ojos.

## Distribución y hábitat
Si bien evaluados como de Preocupación Menor por la UICN , algunas subespecies se encuentran amenazadas. Fig. ( C. d. coxeni ) es de una de las aves menos conocidas y más raras de Australia, después de haber sido grabada en menos de 200 ocasiones desde que fue descrita por Gould en 1866. Está clasificada como En Peligro en Queensland ( Nature Conservation Act 1992 ), Nueva Gales del Sur (New South Wales Ley de Conservación de Especies Amenazadas de 1995), a nivel nacional y también en Australia ( Protección del Medio Ambiente y Conservación de la Biodiversidad 1999 ), ya que ha disminuido debido, al menos en parte, a la tala de la selva tropical de las tierras bajas subtropicales en todo su hábitat.

## Comportamiento
El 'Lorito de cuatro ojos se alimenta generalmente de los higos, bayas, semillas, néctar y de las larvas de los insectos perforadores de la madera. Esta búsqueda de alimento se realiza en parejas o en una bandada de unos pocos individuos. Tiende a volar de una manera rápida y directa. Produce una llamada corta y aguda. A diferencia de muchos otros loros que suelen utilizar los agujeros existentes en los árboles para nidos, los Cyclopsitta diophthalma excavan sus propias cavidades de nidificación, por lo general en un árbol podrido. Cyclopsitta diophthalma profieren un canto agudo, cortante, a diferencia de los chillidos o trinos característicos de loritos. Estas llamadas se hacen sobre todo en vuelo, pero a veces cuando esta encaramado. Cuando está absorto en la alimentación, también puede hacer una variedad de sonidos más suaves, charlando.

## Subespecies
Hay ocho subespecies descritas del Cyclopsitta diophthalma. Los cinco primeros se limitan a Nueva Guinea y las islas asociadas, los tres últimos están restringidos a Australia.

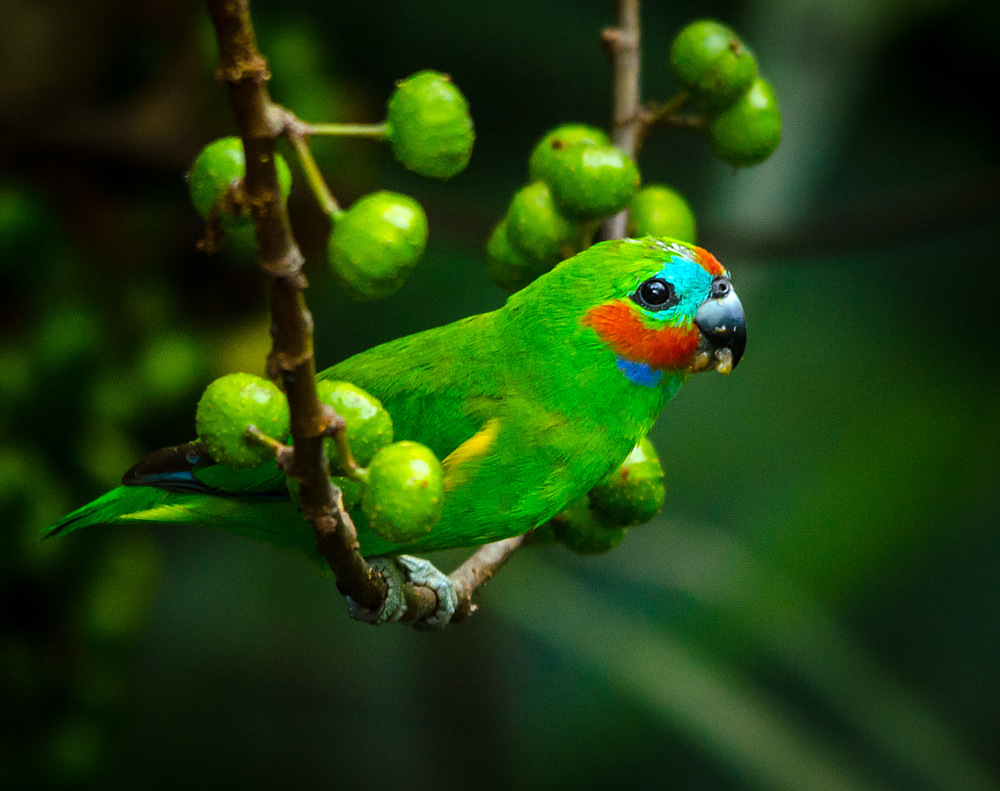
Male C. d. macleayana in Parque nacional Daintree, Queensland, Australia

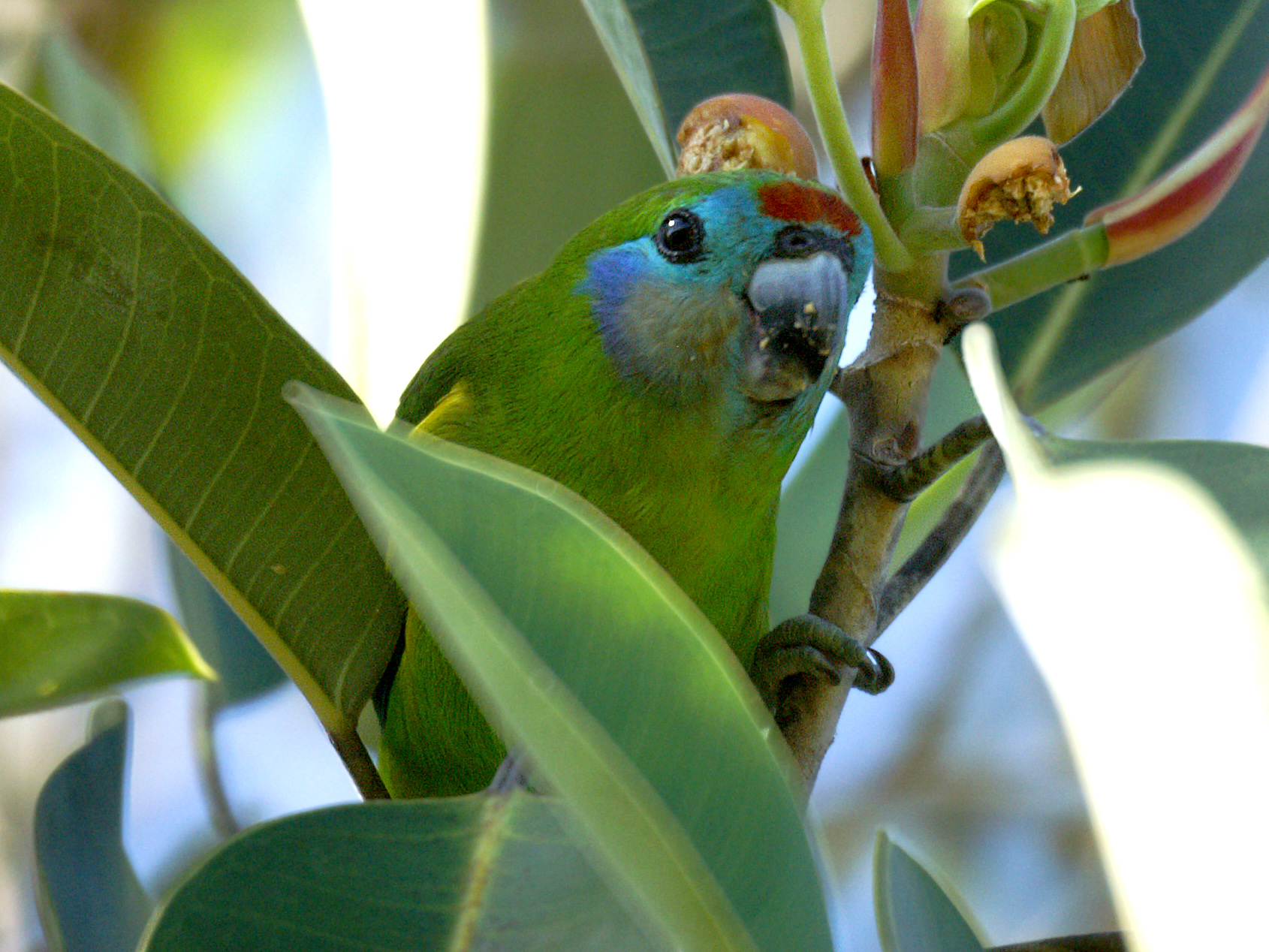
Female C. d. macleayana in Cairns, Queensland, Australia

- Cyclopsitta diophthalma diophthalma
- Cyclopsitta diophthalma coccineifrons
- Cyclopsitta diophthalma aruensis
- Cyclopsitta diophthalma virago
- Cyclopsitta diophthalma inseparabilis
- Cyclopsitta diophthalma marshalli
- Cyclopsitta diophthalma macleayana
- Cyclopsitta diophthalma coxeni